# Jolarpet
Jolarpet (o Jolarpettai, Jalarpet) è una suddivisione dell'India, classificata come town panchayat, di 35.477 abitanti, situata nel distretto di Vellore, nello stato federato del Tamil Nadu. In base al numero di abitanti la città rientra nella classe III (da 20.000 a 49.999 persone).

## Geografia fisica
La città è situata a 12° 34' 0 N e 78° 34' 60 E e ha un'altitudine di 431 m s.l.m..

## Società

### Evoluzione demografica
Al censimento del 2001 la popolazione di Jolarpet assommava a 35.477 persone, delle quali 17.566 maschi e 17.911 femmine. I bambini di età inferiore o uguale ai sei anni assommavano a 3.885, dei quali 2.005 maschi e 1.880 femmine. Infine, coloro che erano in grado di saper almeno leggere e scrivere erano 24.325, dei quali 13.617 maschi e 10.708 femmine.